# Luigi Russo (politico 1904)
Luigi Russo (Monopoli, 6 gennaio 1904 – Monopoli, 5 novembre 1992) è stato un politico italiano.

## Biografia
Dopo aver frequentato il liceo ginnasio di Conversano, si laurea nel 1927 in lettere all'Università di Napoli avendo come maestri Antonio Sogliano, Emanuele Ciafardini, Francesco Torraca, Guido Manacorda, e Enrico Cocchia. Mentre frequenta l'ateneo svolge l'attività di istitutore e supplisce i docenti assenti nelle classi dei vari anni di corso dell'annesso convitto; dopo la laurea diventa docente di lettere italiane e latino sino al 1948 insegnando prima nello liceo di Conversano da lui frequentato, poi al liceo "Giuseppe Battaglini" di Taranto e infine al liceo "Arcangelo Scacchi" di Bari, attività svolta sino all'elezione a senatore nel collegio di Monopoli. Oltre all'attività d'insegnamento, è ispettore onorario ai monumenti e ispettore bibliografico onorario a Monopoli e nei comuni limitrofi; scrive su La Gazzetta del Mezzogiorno e La Gazzetta del Lunedì a volte nella terza pagina. A Monopoli si occupa della biblioteca popolare circolante "Anselmo Marzato" e successivamente promuove e cura l'istituzione nel 1956 dell'attuale biblioteca comunale "Prospero Rendella", della quale fu a lungo presidente e che arricchì con donazioni di collane e volumi di pregio.
Nel 1943 diviene il primo presidente della sezione della Democrazia Cristiana a Monopoli; dopo una breve esperienza come consigliere comunale, viene eletto senatore nel 1948 interrompendo l'attività d'insegnamento e divenendo membro della sesta Commissione permanente (Istruzione pubblica e belle arti). Nella seconda legislatura ed in parte della terza è segretario della Presidenza del Senato e vicepresidente e poi presidente della sesta Commissione permanente sino alla quinta legislatura. Nella sesta legislatura fa parte della terza Commissione permanente (Affari esteri) e della Commissione di vigilanza sulla Biblioteca del Senato. Partecipa inoltre ai lavori della Commissione parlamentare di inchiesta sulle condizioni dei lavoratori in Italia e della Commissione d'indagine per la tutela e la valorizzazione del patrimonio storico, archeologico, artistico e del paesaggio.
Si dedica da autodidatta alla pittura partecipando alla terza Quadriennale di Roma del 1939 e tenendo mostre personali nel 1953 a Bari (con la presentazione di Vittore Fiore), 1966, 1969 e 1979. Incontrò a Taranto nel 1932 il pittore Onofrio Martinelli con cui ebbe un lungo sodalizio durato sino alla morte dell'amico. È in questo ambito partecipante e anche in varie edizioni presidente del comitato organizzatore oppure presidente o componente della giuria del Maggio di Bari. Si interessa anche alla musica, sempre da autodidatta, creando brevi composizioni e divenendo amico dei compositori Nino Rota e Orazio Fiume.
È stato per anni Presidente del Consiglio di amministrazione dell'ospedale "San Giacomo" e dell'Istituto pubblico di assistenza e beneficenza di Monopoli: all'interno di questi organi si dedica all'ammodernamento ed all'ampliamento dell'ospedale e al restauro ed alla ristrutturazione dell'ex Convento dei Cappuccini, che ospitava la casa di riposo per anziani. È stato cavaliere dell'Ordine di San Silvestro papa e gli è stato conferito, su richiesta della Soprintendenza bibliografica per la Puglia e la Lucania, il diploma di prima classe dei Benemeriti della scuola, della cultura e dell'arte ottenendo la relativa medaglia d'oro; è successivamente entrato a far parte della Commissione nazionale per l'assegnazione di tale titolo. È stato componente dell'Accademia tiberina.
È morto a Monopoli il 5 novembre 1992 nella casa di famiglia in vico Acquaviva.

## Opere
- Quale dei due Palma a Monopoli, Stabilimento Tipografico G. Dipalma, Monopoli, 1929
- Lynphis iratis extructa, noterella oraziana, Tipografia Bregante, Monopoli, 1930
- L'assedio di Venezia a Monopoli nel 1495, in Rassegna degli Archivi di Stato, anno XXIV, nn. 2-3, maggio-dicembre 1964
- Per Onofrio Martinelli, Officine Grafiche A. De Robertis & F., Putignano, 1966
- Della Finestra di Petraroli e del Cinquecento a Monopoli, in Studi di storia pugliese in onore di Giuseppe Chiarelli, Mario Congedo Editore, Galatina, 1973
- Per Prospero Rendella, amico delle muse, Grafischena, Fasano, 1977
- Per Giuseppe Caiati nel centenario della nascita, Tipolitografia-Linotypia Vito Radio, Putignano, 1980
- Antonio Bruno, medico e filosofo locorotondese, Società di Storia Patria per la Puglia, Studi e ricerche 3, Grafica Bigiemme, Bari, 1980
- Parole e figure d'altri tempi, in Monopoli nel suo passato. Quaderni di storia locale, a cura della Biblioteca Comunale Prospero Rendella, nn. 2-3, 1985
- Muzio Sforza, tra Rinascimento e Controriforma, 1542-1597, Società di Storia Patria per la Puglia, Studi e ricerche 6, Puglia Grafica Sud, Bari, 1985
- Il carme per Francesco Sforza di Camillo Querno, in Monopoli nell'età del Rinascimento. Atti del convegno internazionale di studi 22, 23, 24 marzo 1985, Città di Monopoli, Biblioteca Comunale Prospero Rendella, 1988
- Raffaele Carelli e il Polittico a Polignano, in Monopoli nel suo passato, Quaderni di storia locale, a cura della Biblioteca Comunale Prospero Rendella, 1991
- La rosa centofoglie, Vivere In, Monopoli, 1992
- Per alcuni versi giovanili di Giuseppe Polignani, in Monopoli nel suo passato, Quaderni di studi locali,  a cura della Biblioteca Comunale Prospero Rendella, 2009
- Raccolta di poesie, Zaccaria Editore, Monopoli, 2001